# Rudolf Boese
Rudolf Boese (* 28. Juni 1839 in Clingen; † 13. November 1912 in Arnstadt) war ein deutscher Kaufmann in Schwarzburg-Sondershausen. Als Nationalliberaler saß er im Landtag des Fürstentums.

## Leben
Rudolf Boese war der Sohn des Pfarrers Otto Franz Boese und dessen Frau Clara Sophia Ebart. Rudolf Boese, der evangelisch-lutherischen Glaubens war, heiratete am 24. Mai 1866 in Arnstadt Floriane Wilhelmine Fanny Emma Lange (* 18. März 1844 in Arnstadt; † unbekannt), die Tochter des Hospitalverwalters Christian Wilhelm Lange.
Rudolf Boese war Kaufmann. 1866 war er mit Hugo Maempel Gründer des Materialwarengeschäfts R. Boese & Co. in Arnstadt, das auch eine Zigarren- und Weinhandlung und eine Kaffeerösterei umfasste. Später war er Rentier in Amstadt. 1900 und 1904 wurde er als Mitglied der Handelskammer für das Fürstentum Schwarzburg-Sondershausen gewählt. 1903 wurde er Vorsitzender des Aufsichtsrats der Arnstädter Bank.
1887 gehörte er zum Wahlkomitee zur Unterstützung des nationalliberalen Reichstagskandidaten im Wahlkreis Fürstentum Schwarzburg-Sondershausen Carl de Ahna. Im Landtag galt er als „der Regierung wohlgesinnter treuer Kaufmann“. Bis zum 31. Dezember 1895 war er Mitglied des Gemeinderats der Stadt Arnstadt. Vom 22. Juni 1905 bis 31. März 1912 vertrat er den Wahlkreis der Höchstbesteuerten der Oberherrschaft (NLP) im Landtag (Fürstentum Schwarzburg-Sondershausen). Für seine Verdienste wurde er 1903 mit dem Ehrenkreuz von Schwarzburg III. Klasse ausgezeichnet.